# Mike Smith (Schlagzeuger)

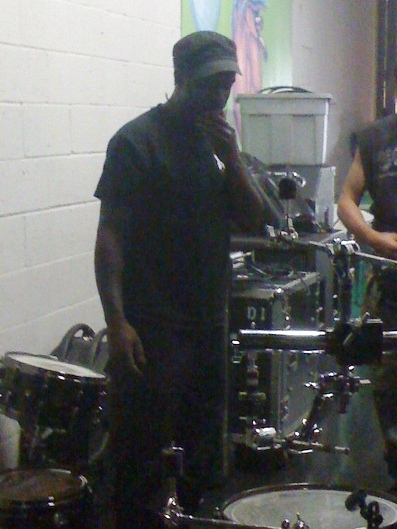
Smith als Drummer von Suffocation backstage, 2010

Mike Smith (* Juli 1970) ist ein US-amerikanischer Schlagzeuger aus New York City. Er wurde vor allem durch seine Arbeit bei der einflussreichen Death-Metal-Band Suffocation bekannt, in der er von 1990 bis 1993 Mitglied war. Danach stieg er bei der Band aus und kam knapp zehn Jahre später 2002 wieder zur Band zurück. In der Zeit seiner Abwesenheit übernahmen Dough Bohn und später Dave Culross seinen Platz bei Suffocation. Im Jahr 2007 spielte Smith als Gastschlagzeuger bei dem Lied Suffocated to Death by God’s Shadow des US-amerikanischen Rappers Necro, welches auf dem Album Death Rap veröffentlicht wurde.
Suffocation wurden vor allem durch das spezifische Schlagzeugspiel von Mike Smith bekannt. Er verbindet Blastbeats mit schleppenden Schlagzeugpassagen. Seine unverkennbare Art zu spielen beeinflusste Joey Jordison von Slipknot (laut Interviewaussagen von Jordison) in besonderer Weise wie auch viele andere Schlagzeuger von Death Metal bis Nu Metal.

## Diskografie
- 1990: Reincremated (Demo) – Suffocation
- 1991: Human Waste (EP) – Suffocation
- 1991: Effigy of the Forgotten – Suffocation
- 1993: Breeding the Spawn – Suffocation
- 2004: Souls to Deny – Suffocation
- 2005: Roadrunner United – Dawn of a Golden Age (Lied)
- 2006: Suffocation – Album
- 2009: Blood Oath – Suffocation
- 2010: The Four Points – Psychometry
- 2014: Misanthrope Monarch (EP) – Misanthrope Monarch